# Arta Jēkabsone
Arta Jēkabsone (* 29. Mai 1995) ist eine lettische Jazzsängerin und Songwriterin.

## Leben und Wirken
Jēkabsone wuchs in einer musikalischen Familie in der lettischen Provinz auf. Sie lernte zunächst Geige und beschäftigte sich mit lettischer Volksmusik. Sie lernte 15 Jahre lang klassisches Geigenspiel, war aber als Sängerin 2004 mit Kinderliedern auf dem Album Lāčuka Dziesmas zu hören. Von 2011 bis 2015 besuchte sie die Schule des Rigaer Domchores, dann entdeckte sie den Jazzgesang. 2015 zog sie nach New York, um dort mit einem Stipendium an der The New School for Jazz and Contemporary Music bei Janet Lawson, Reggie Workman, Billy Harper und Andy Milne zu studieren. Von 2018 bis 2020 studierte sie dort Kunstmanagement.
Jēkabsone trat 2013 mit Sheila Raye Charles beim Klaipėda Castle Jazz Festival auf, 2016 mit dem Nick Dunston Trio beim Berner Jazzfestival. Am Ende des Jahres 2017 veröffentlichte Jēkabsone mit ihrem Quintett ihr Debütalbum Light. Im Duo mit Erik Leuthäuser konzertierte sie 2018 im Duett bei Enjoy Jazz. Überdies trat sie mit Edgars Cīrulis auf. 2025 nahm sie mit dem Saxophonisten Toms Rudzinskis das Poesie/Jazz-Bigband-Album Impressions of an Era auf.

## Preise und Auszeichnungen
2016 gewann Jēkabsone den Gesangswettbewerb Shure Montreux Jazz Competition. Weiter erreichte sie den 2. Preis bei der Mid-Atlantic Jazz Voice Competition (2017) und den 3. Preis bei der Ella Fitzgerald International Vocal Competition (2019) sowie den 3. Preis bei der Sarah Vaughan International Jazz Voice Competition (2021). 2022 wurde sie mit dem lettischen Musikpreis Zelta Mikrofons in der Kategorie „Nachwuchskünstler des Jahres“ ausgezeichnet.

## Diskographische Hinweise
- Light (2017, mit Theo Walentiny, Lucas Kadish, Nick Dunston, Connor Parks)
- Arta Jēkabsone & Erik Leuthäuser: Yesterday Still Lies Between the Floorboards (Unit Records, 2018)[4]
- Erik Leuthäuser & Arta Jēkabsone: Beachfinds. Songs Inspired by the Poems of Dean Wilson. (Irregular Patterns, 2022)